# 大東急

大東急的社章（公司標誌）

大東急（日语：／ dai tōkyū */?）是指日本在二戰時期按《陸上交通事業調整法》成立的東京急行電鐵，五島慶太是公司總帥。大東急經營的鐵路路線包括現東急電鐵、京王電鐵、小田急電鐵、京濱急行電鐵、相模鐵道，以及江之島電氣鐵道、箱根登山鐵道、靜岡鐵道、大山鋼索鐵道、草輕電氣鐵道（現草輕交通）等中小鐵路公司。二戰結束後，舊小田急、舊京王、舊京急的職員紛紛要求拆分公司。1948年，京王、小田急、京急三家公司從東急獨立，大東急解體。但現在的「東京西南私鐵聯合健康保險組合」包括了東急電鐵（東急）、京王電鐵、京濱急行電鐵、相模鐵道等企業，可看作是大東急的殘留。

#### 營業中路線

大東急營運路線圖